# Blood Money (Tom Waits)
Blood Money è il quattordicesimo album in studio del cantautore statunitense Tom Waits.

## Tracce
Testi e musiche di Tom Waits e Kathleen Brennan.
1. Misery Is the River of the World – 4:25
2. Everything Goes to Hell – 3:45
3. Coney Island Baby – 4:02
4. All the World Is Green – 4:36
5. God's Away on Business – 2:59
6. Another Man's Vine – 2:28
7. Knife Chase (strumentale) – 2:26
8. Lullaby – 2:09
9. Starving in the Belly of a Whale – 3:41
10. The Part You Throw Away – 4:22
11. Woe – 1:20
12. Calliope (strumentale) – 1:59
13. A Good Man Is Hard to Find – 3:57